# Grand Prix automobile de Singapour 2012
GP précédent GP suivant
Le Grand Prix automobile de Singapour 2012 (2012 Formula 1 SingTel Singapore Grand Prix), disputé le 23 septembre 2012 sur le circuit urbain de Singapour, est la quatorzième manche du championnat 2012. Il s'agit de la cinquième édition du Grand Prix de Singapour comptant pour le championnat du monde.
Sur le tracé urbain qui voit le Grand Prix se dérouler de nuit, Lewis Hamilton, auteur du meilleur temps des qualifications, prend un bon envol et gère son avance jusqu'à être victime d'un problème de boîte de vitesses. Après l'abandon du Britannique, Sebastian Vettel, champion du monde en titre mais sevré de victoires depuis Bahreïn, fait la course en tête. L'épreuve est marquée par deux interventions de la voiture de sécurité qui ralentissent le peloton au point d'empêcher la course d'aller à son terme et d'être arrêtée au bout de deux heures. À la faveur de sa victoire, Vettel se replace en deuxième position du championnat du monde des pilotes avec 165 points mais Fernando Alonso, troisième de l'épreuve, possède toujours une belle avance en tête avec 194 points. À l'issue de la course, dix-huit des vingt-cinq pilotes en lice au championnat ont marqué au moins un point.
Chez les constructeurs, l'abandon d'Hamilton conjugué à la victoire de Vettel profite à Red Bull Racing (297 points), qui reprend ses distances avec ses poursuivants. Deuxième, McLaren (261 points) accuse désormais 38 points de retard sur la tête mais devance toujours Ferrari (245 points) et Lotus (217 points). À la fin du Grand Prix, neuf des douze écuries engagées au championnat ont marqué des points, Caterham, Marussia et HRT n'en ayant pas encore inscrit.

## Essais libres

### Première séance, vendredi soir de 18 h 30 à 20 h
| Pos. | Pilote           | Voiture          | Chrono         | Écart     |
| ---- | ---------------- | ---------------- | -------------- | --------- |
| 1    | Sebastian Vettel | Red Bull-Renault | 1 min 50 s 566 |           |
| 2    | Lewis Hamilton   | McLaren-Mercedes | 1 min 50 s 615 | + 0 s 049 |
| 3    | Jenson Button    | McLaren-Mercedes | 1 min 51 s 459 | + 0 s 893 |
| 4    | Fernando Alonso  | Ferrari          | 1 min 51 s 525 | + 0 s 959 |
| 5    | Pastor Maldonado | Williams-Renault | 1 min 51 s 576 | + 1 s 010 |
| 6    | Mark Webber      | Red Bull-Renault | 1 min 51 s 655 | + 1 s 089 |

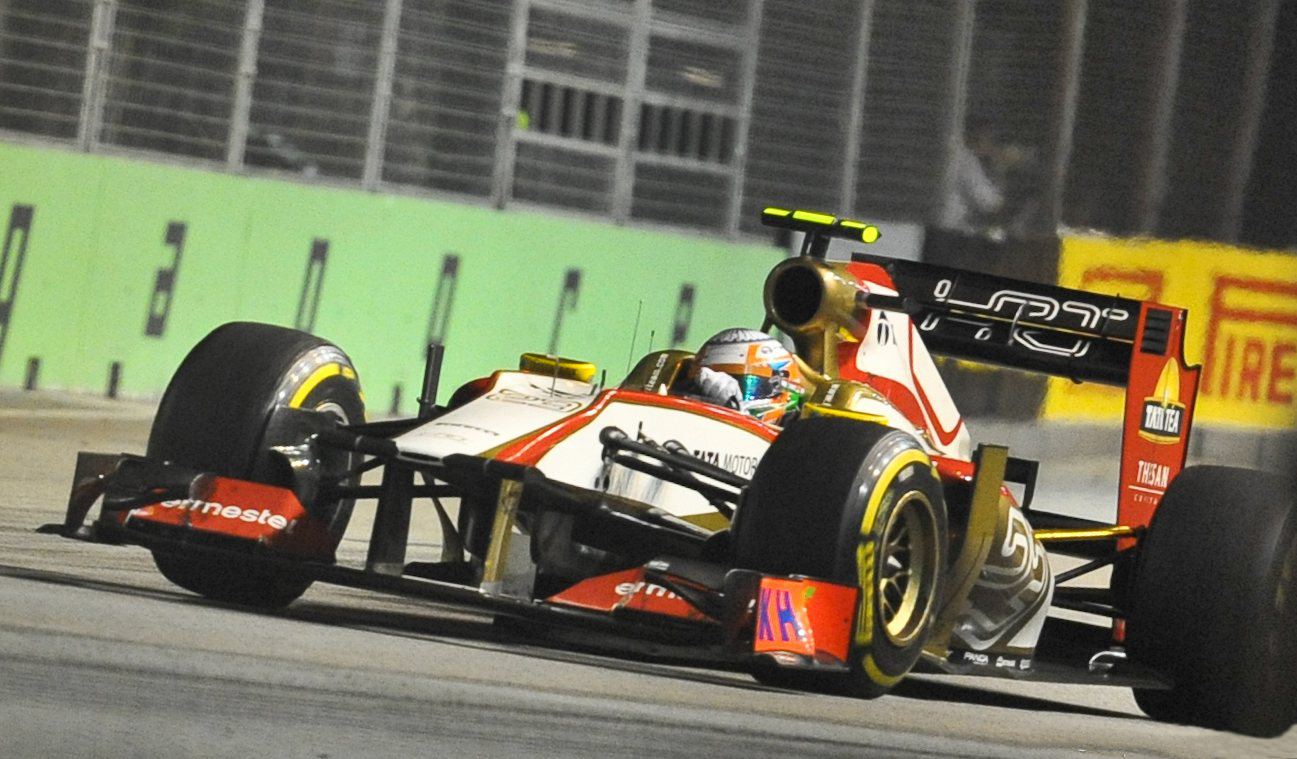
Narain Karthikeyan abandonne sur accident à Singapour.

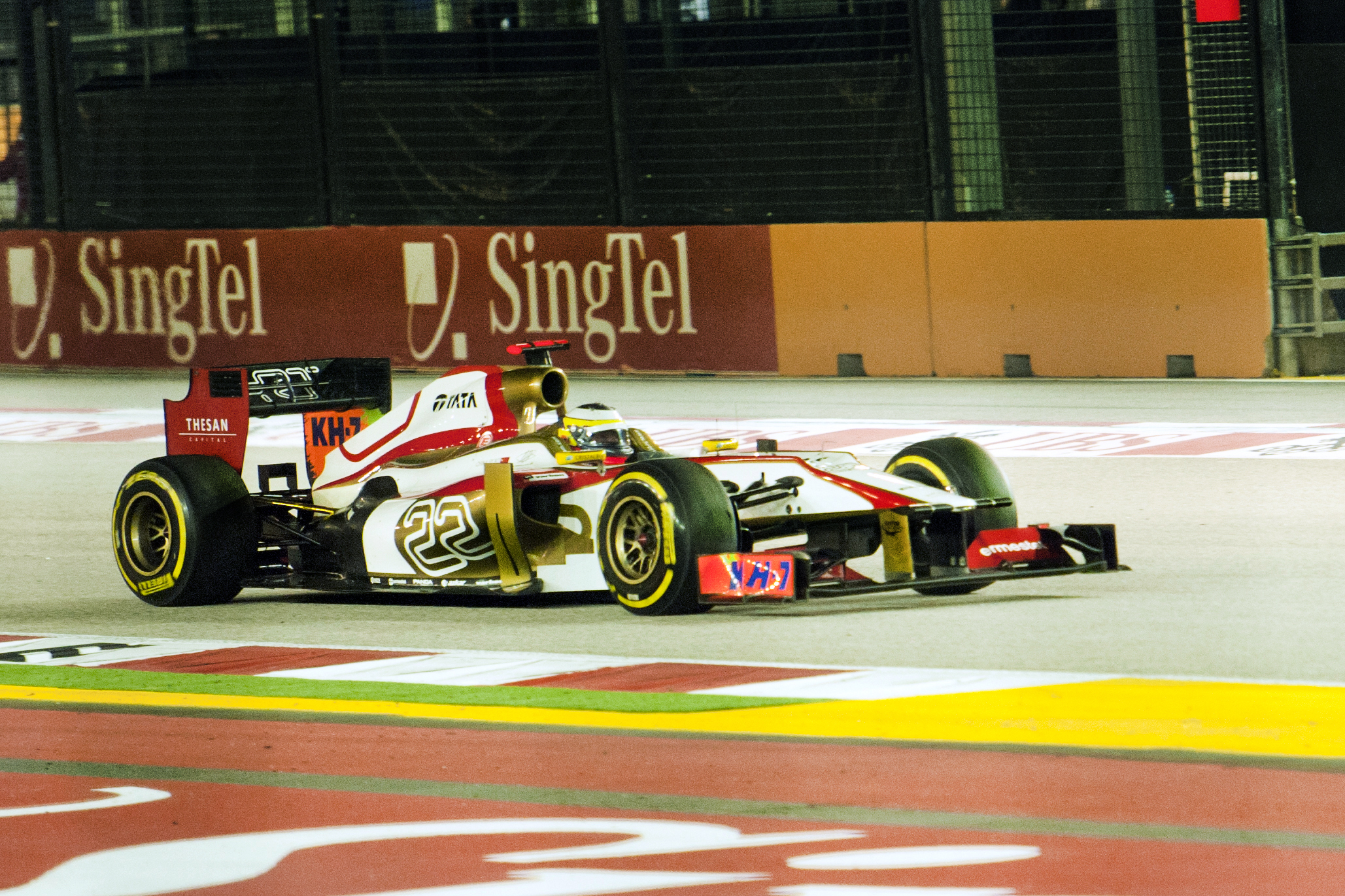
Pedro de la Rosa, en terminant dix-septième, égale son meilleur résultat de la saison à Singapour.

La température de l'air et de la piste est de 29 °C au départ de la première séance d'essais libres du Grand Prix de Singapour. Comme un orage s'est abattu sur le circuit le matin et que la piste est encore humide, les pilotes effectuent leur tour d'installation en pneus intermédiaires. Nico Rosberg prend pour sa part la piste en pneus pluie car il a des difficultés à maîtriser sa voiture et manque même d'être percuté par son équipier Michael Schumacher, lui aussi en délicatesse avec sa tenue de route. Après un quart d'heure, Timo Glock fixe le temps de référence en 2 min 24 s 476,,,. 
Plusieurs pilotes se relaient en tête du classement : Jean-Éric Vergne tourne en 2 min 09 s 854 et améliore ensuite en 2 min 04 s 866, Romain Grosjean le bat avec un tour bouclé en 2 min 03 s 568 mais Nico Hülkenberg fait encore mieux en 2 min 02 s 852 avant que Fernando Alonso ne prenne la tête en 2 min 01 s 573,,,. 
À la mi-séance, les pilotes profitent de l'assèchement de la piste pour passer en pneus slicks et les performances s'améliorent nettement. Kamui Kobayashi tourne en 2 min 01 s 030 et améliore son temps à chaque tour : 1 min 58 s 550, 1 min 55 s 651 et 1 min 54 s 017. Nico Rosberg prend la tête en 1 min 53 s 416 avant d'être battu par Kimi Räikkönen (1 min 53 s 268 puis 1 min 52 s 716),,,. 
Romain Grosjean effectue un passage très appuyé sur les vibreurs du virage no 10 et endommage en partie son système de suspension tandis que Michael Schumacher doit rentrer au stand afin de faire réparer son aileron avant. Sergio Pérez prend le commandement en 1 min 52 s 296 mais en est délogé par Sebastian Vettel en 1 min 51 s 986 et Nico Hülkenberg en 1 min 51 s 864. En fin de séance, Pastor Maldonado réussit à améliorer en 1 min 51 s 756 mais Sebastian Vettel (1 min 51 s 367) et Lewis Hamilton (1 min 51 s 172, 1 min 50 s 615) se hissent en haut du classement. Pastor Maldonado fait un tout-droit dans l'échappatoire après un gros blocage de roue et évite de justesse le muret. Finalement Sebastian Vettel établit le meilleur temps de la séance en 1 min 50 s 566,,,. 
- Ma Qing Hua, pilote essayeur chez HRT, a remplacé Narain Karthikeyan lors de cette séance d'essais.

### Deuxième séance, vendredi soir de 22 h à 23 h 30
| Pos. | Pilote           | Voiture              | Chrono         | Écart     |
| ---- | ---------------- | -------------------- | -------------- | --------- |
| 1    | Sebastian Vettel | Red Bull-Renault     | 1 min 48 s 340 |           |
| 2    | Jenson Button    | McLaren-Mercedes     | 1 min 48 s 651 | + 0 s 311 |
| 3    | Fernando Alonso  | Ferrari              | 1 min 48 s 896 | + 0 s 556 |
| 4    | Mark Webber      | Red Bull-Renault     | 1 min 48 s 964 | + 0 s 624 |
| 5    | Lewis Hamilton   | McLaren-Mercedes     | 1 min 49 s 086 | + 0 s 746 |
| 6    | Paul di Resta    | Force India-Mercedes | 1 min 49 s 300 | + 0 s 960 |

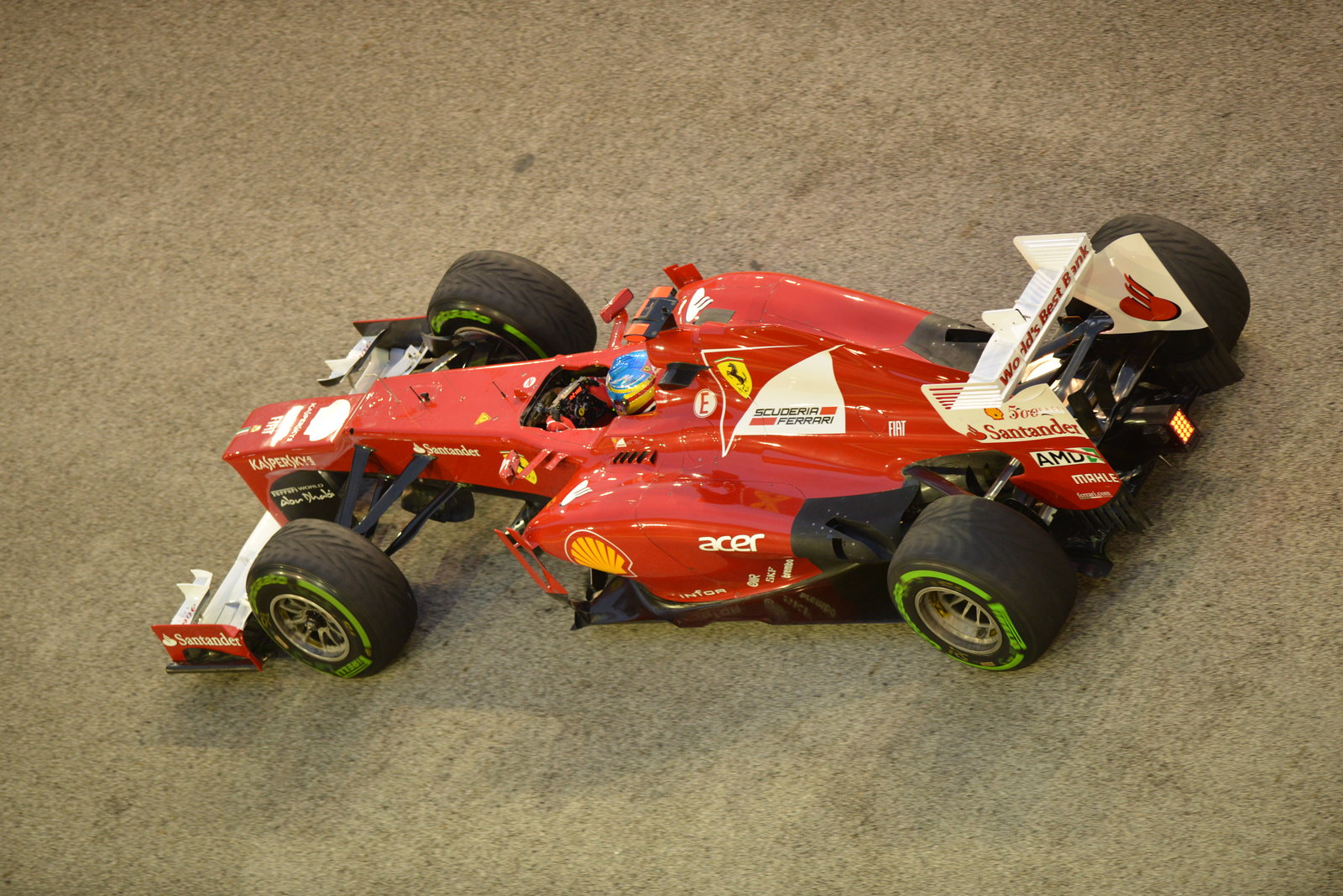
Fernando Alonso se classe troisième de cette séance d'essais à Singapour.

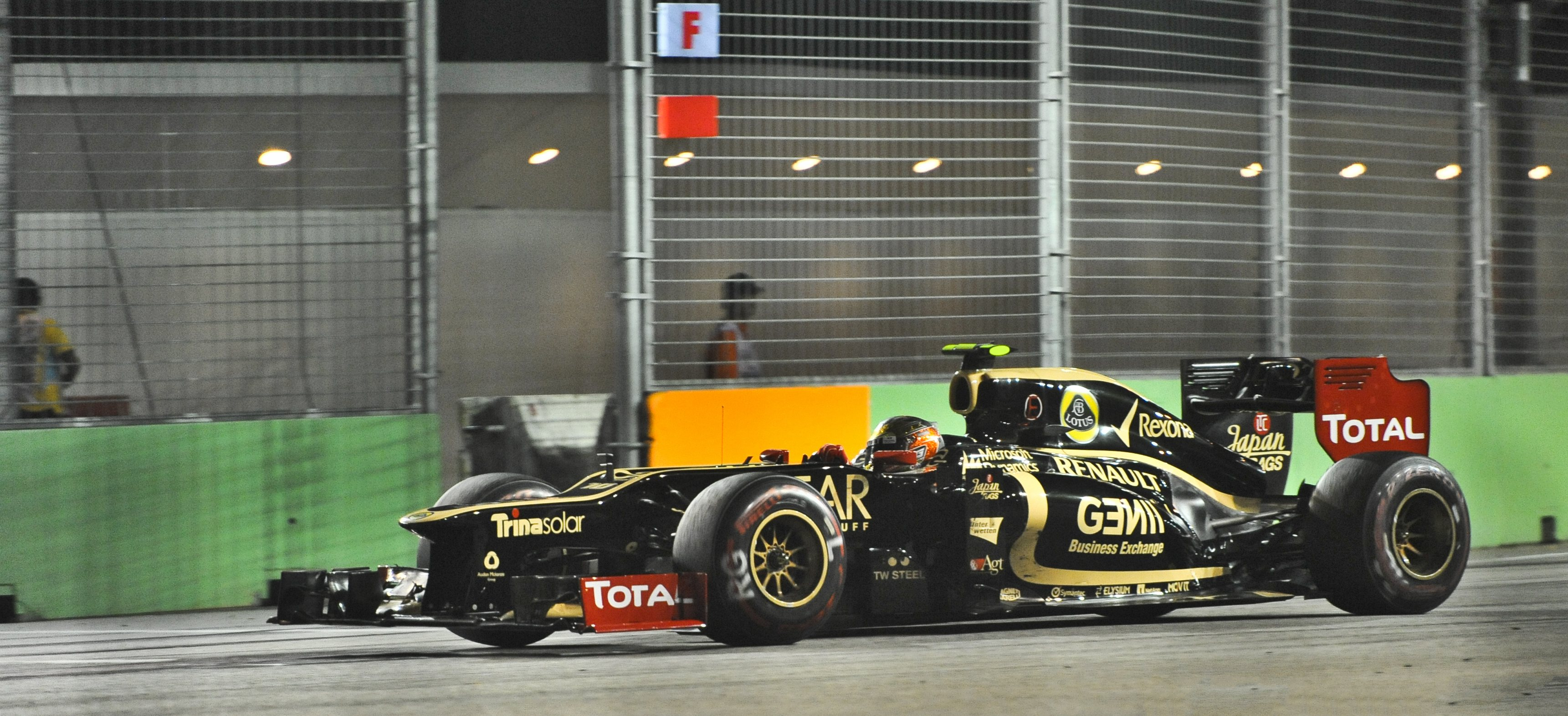
Romain Grosjean à Singapour.

La température ambiante est de 28 °C et la piste est à 27 °C au départ de la deuxième séance d'essais libres. Il fait désormais nuit et c'est sous un éclairage artificiel que les pilotes s'élancent pour boucler un premier tour d'installation à l'issue duquel Sergio Pérez fixe le temps de référence en 1 min 54 s 830. Jean-Éric Vergne améliore en 1 min 53 s 632 mais ne conserve pas longtemps la tête : Paul di Resta tourne en 1 min 51 s 414, Jenson Button en 1 min 50 s 837, Lewis Hamilton en 1 min 50 s 561 et Sebastian Vettel, qui pourtant se plaint d'un manque d'adhérence à l'avant lors des freinages, en 1 min 50 s 497,,,. 
Red Bull Racing essaie des ailerons avant différents pour ses deux pilotes Mark Webber et Sebastian Vettel tandis que la Scuderia Ferrari teste un nouvel aileron arrière. Lewis Hamilton repasse ensuite en tête en 1 min 50 s 074. À la mi-séance, Bruno Senna part en tête-à-queue et tape légèrement le muret après une erreur dans le virage no 21, endommageant la suspension arrière gauche de sa Williams. La séance est interrompue par un drapeau rouge afin de permettre l'évacuation de sa monoplace,,,. 
La session est relancée pour quarante-cinq minutes et Felipe Massa, en pneus tendres, prend immédiatement la tête en 1 min 50 s 039. La plupart des pilotes choisit de passer aux pneus tendres et, ainsi chaussé, Hamilton repasse en tête en 1 min 49 s 086. Mark Webber améliore en 1 min 48 s 964, Fernando Alonso, qui est revenu à son ancien aileron, le nouveau ne donnant pas satisfaction, en 1 min 48 s 896 et Jenson Button en 1 min 48 s 651. Sergio Pérez manque de peu de percuter le muret mais repart sans problèmes tandis que son coéquipier Kamui Kobayashi part en tête-à-queue, sans toucher les murets. Sebastian Vettel, en 1 min 48 s 340, confirme finalement sa performance de la séance précédente,,,.

### Troisième séance, samedi soir de 19 h à 20 h
| Pos. | Pilote           | Voiture              | Chrono         | Écart     |
| ---- | ---------------- | -------------------- | -------------- | --------- |
| 1    | Sebastian Vettel | Red Bull-Renault     | 1 min 47 s 947 |           |
| 2    | Lewis Hamilton   | McLaren-Mercedes     | 1 min 48 s 272 | + 0 s 325 |
| 3    | Fernando Alonso  | Ferrari              | 1 min 48 s 623 | + 0 s 676 |
| 4    | Nico Hülkenberg  | Force India-Mercedes | 1 min 48 s 859 | + 0 s 912 |
| 5    | Kimi Räikkönen   | Lotus-Renault        | 1 min 48 s 865 | + 0 s 918 |
| 6    | Felipe Massa     | Ferrari              | 1 min 49 s 458 | + 1 s 511 |

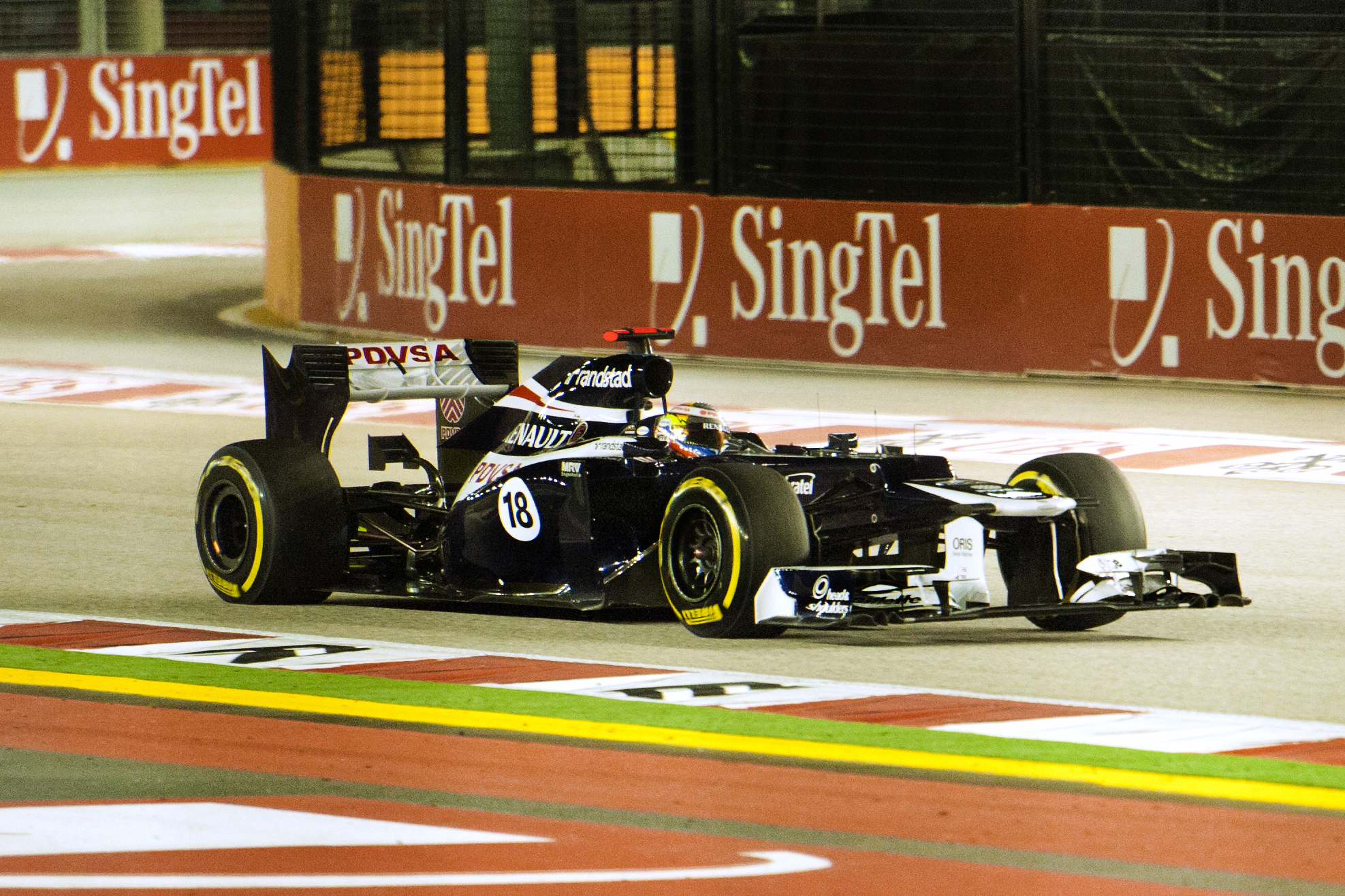
Pastor Maldonado abandonne sur panne hydraulique à Singapour.

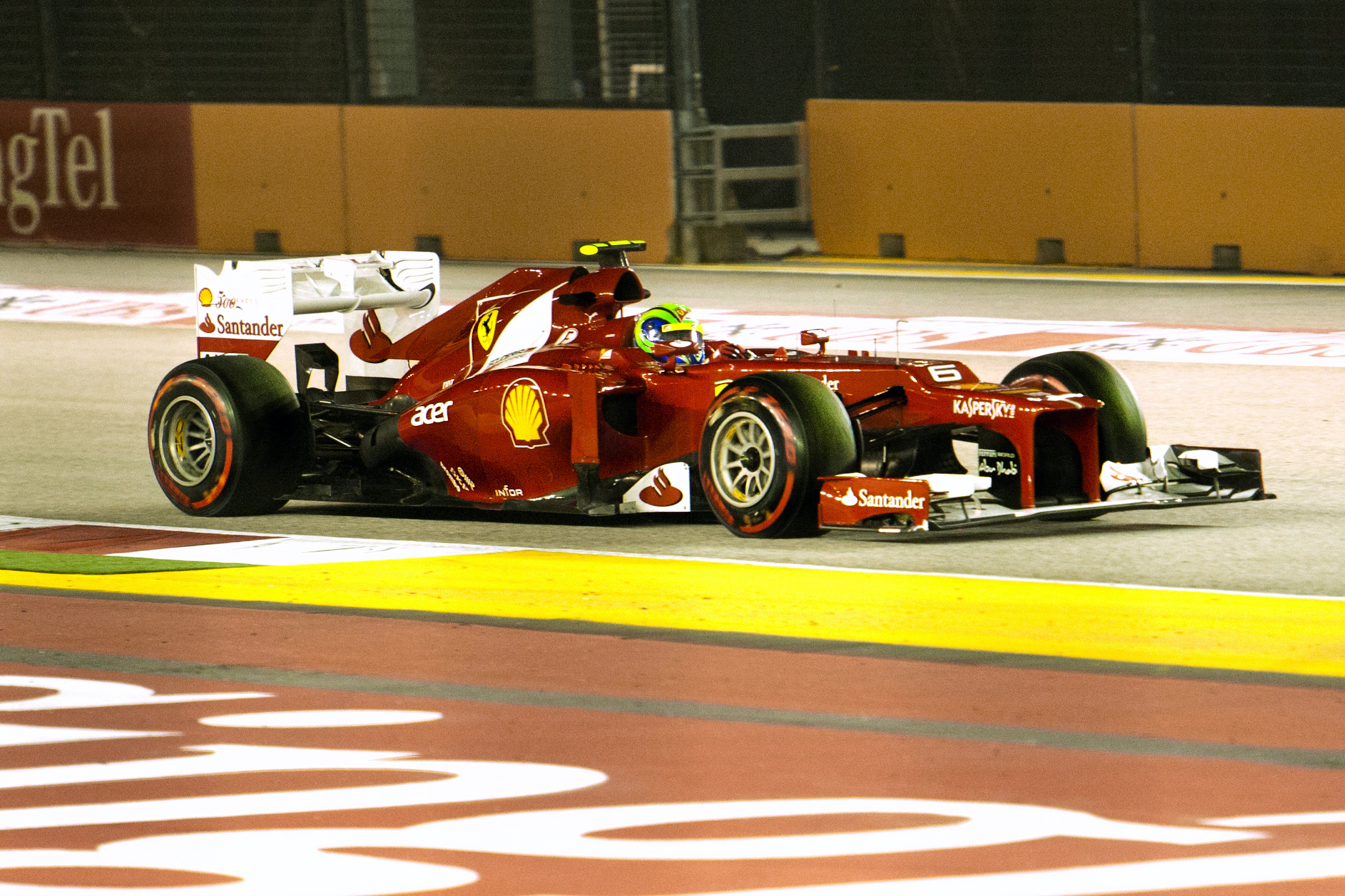
Felipe Massa termine huitième du GP de Singapour.

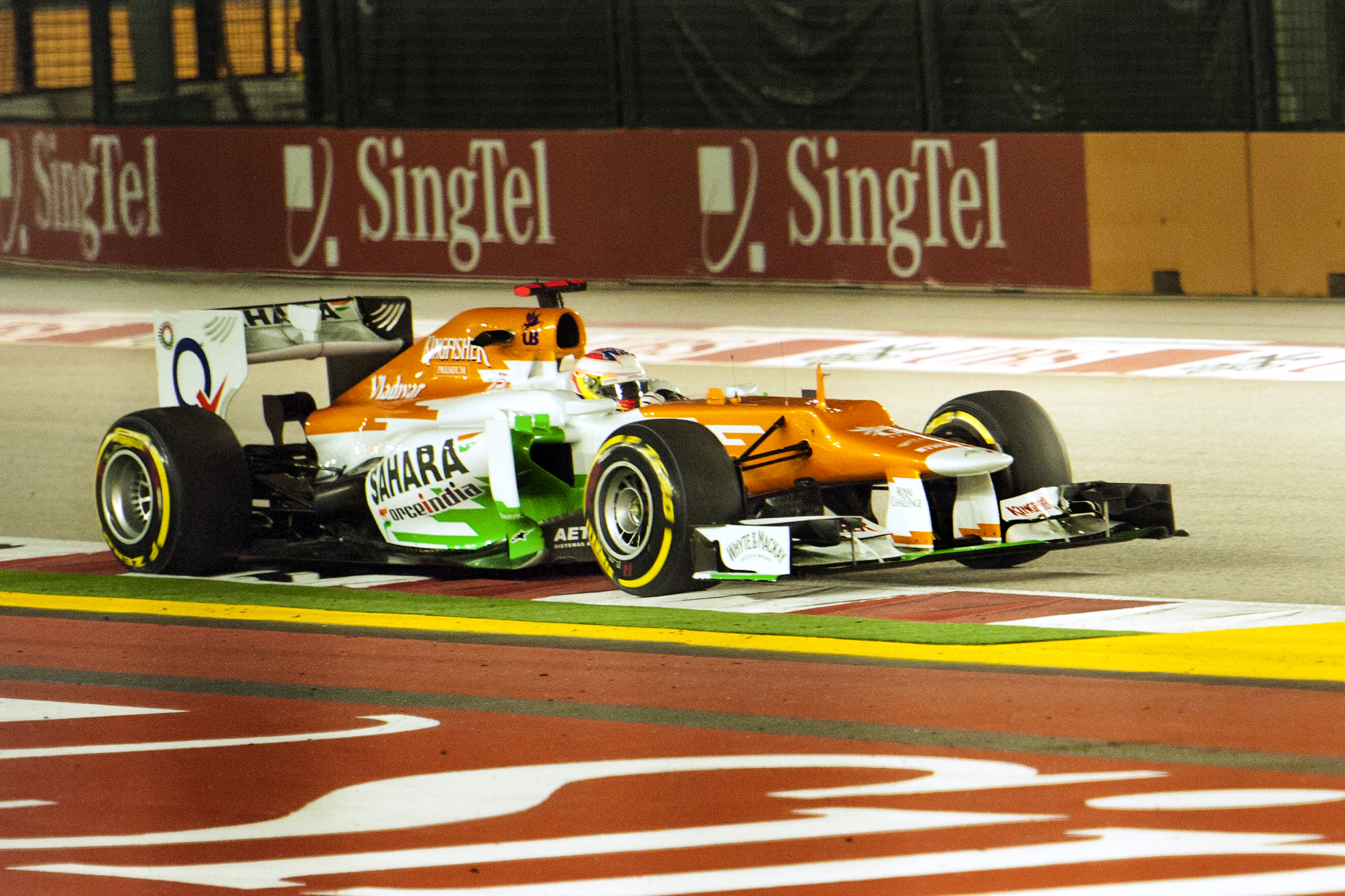
Paul di Resta à Singapour.

La température ambiante est de 30 °C et la piste est à 33 °C, il ne pleut pas et la piste est sèche au départ de la dernière séance d'essais libres du Grand Prix de Singapour. Pedro de la Rosa, qui a terminé avant-dernier de la deuxième séance, à plus de six secondes du meilleur temps de Sebastian Vettel, est pénalisé de cinq places sur la grille de départ car son équipe a procédé au remplacement de sa boîte de vitesses avant le début de cette session,.
Les pilotes s'élancent immédiatement en piste pour boucler un premier tour d'installation et Kimi Räikkönen fixe le temps de référence en 1 min 52 s 594 avant d'améliorer en 1 min 52 s 018. Nico Hülkenberg prend un temps la tête avec un tour bouclé en 1 min 51 s 201 mais doit s'effacer derrière Lewis Hamilton (1 min 50 s 730) et son coéquipier Jenson Button (1 min 50 s 524). Hamilton améliore en 1 min 50 s 223, Fernando Alonso fait mieux (1 min 50 s 075) mais Sebastian Vettel est encore plus performant (1 min 49 s 614),,,.
En fin de session, les pilotes choisissent de chausser leurs pneus tendres pour préparer la qualification et Vettel réussit à améliorer sa performance en 1 min 47 s 947. Quelques minutes plus tard, Vitaly Petrov immobilise sa Caterham à l'entrée de la voie des stands après avoir cassé sa suspension en tapant le mur dans le dernier virage : la séance est interrompue par un drapeau rouge, trois minutes avant le drapeau à damier, et ne reprend pas. Vettel signe donc le meilleur temps de la session et confirme ses performances établies la veille tandis que son coéquipier Mark Webber, tout comme Sergio Pérez, a légèrement touché un rail : les deux pilotes ont dû rentrer à leur stand, victimes de crevaisons,,,.
À l'issue de la séance, Charles Pic reçoit une pénalité de 20 secondes ajoutées à son temps final en course sur décision du collège de commissaires. Le pilote français est accusé d'avoir dépassé une autre voiture après avoir passé quatre drapeaux rouges agités après l'accident de Vitaly Petrov en fin de séance. Cette sanction se double d'une action obligatoire de promotion au bénéfice de la FIA : « Une peine de vingt secondes sera ajoutée au temps de course du pilote en plus de quoi le pilote et son ingénieur devront effectuer une journée au bénéfice de l'action de la FIA pour la sécurité routière, selon les instructions du président de la FIA,. »

## Séance de qualifications

### Résultats des qualifications

#### Session Q1

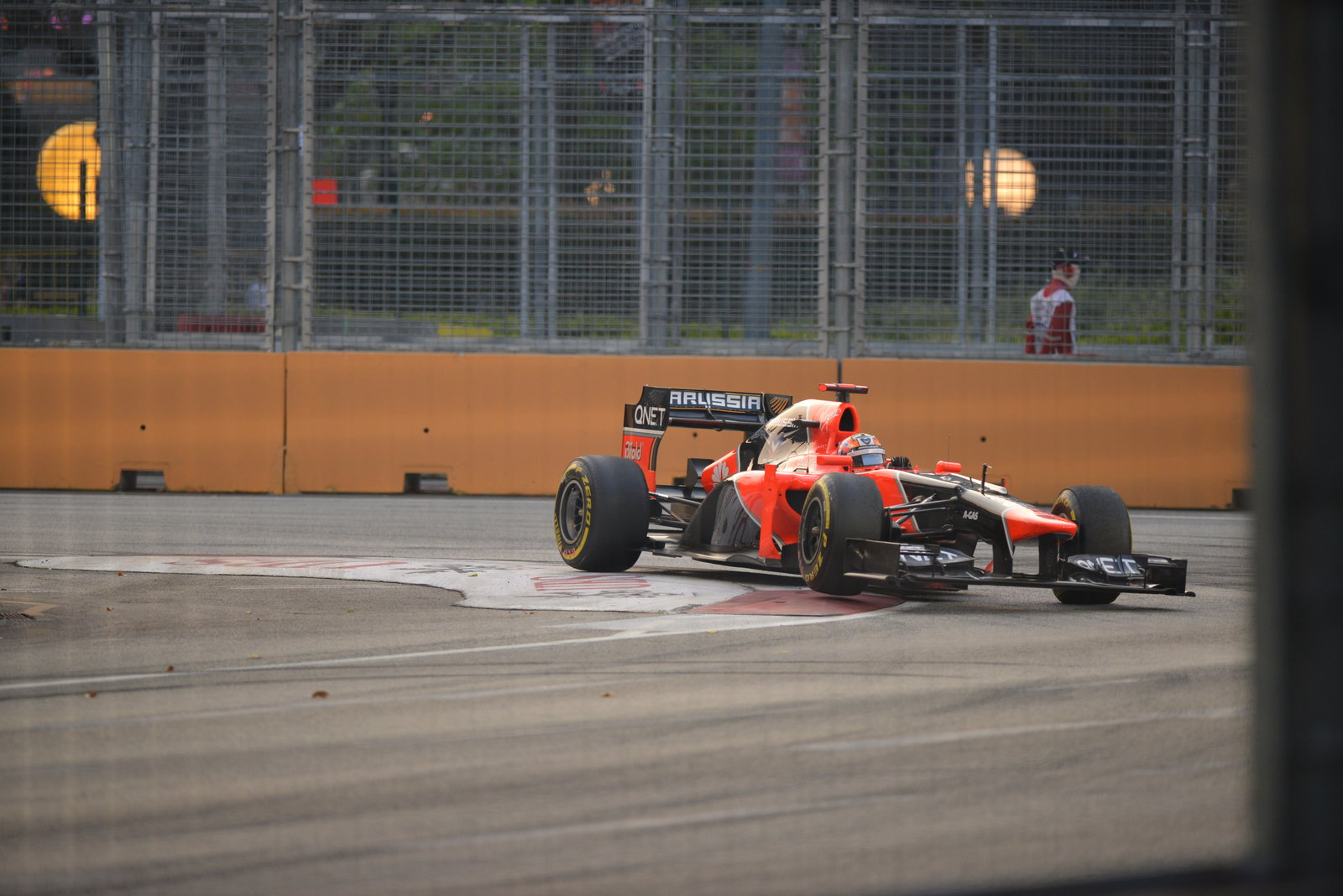
Charles Pic, sur Marussia, échoue en Q1.

La nuit est tombée sur Singapour au départ de la séance de qualification. La température ambiante est de 28 °C tandis que la température de la piste, de 30 °C, va rapidement baisser tout au long de la séance. Le taux d'humidité devient accablant pour les pilotes puisqu'il atteint les 73 %. Les pilotes s'élancent les uns après les autres dès l'ouverture de la piste et Sergio Pérez effectue le premier tour chronométré en 1 min 52 s 725,,,. 
Romain Grosjean se porte ensuite en tête en 1 min 52 s 725 mais est battu par Pastor Maldonado en 1 min 49 s 976. Fernando Alonso tourne alors en 1 min 49 s 511 mais Maldonado reprend les rênes en 1 min 49 s 494. Nico Rosberg se porte en tête avec un tour bouclé en 1 min 49 s 463 mais Alonso reprend son bien avec un temps de 1 min 49 s 391 avant d'être battu par Lewis Hamilton en 1 min 48 s 285,,,.
Durant les dernières minutes de la session, certains chaussent des pneus tendres pour améliorer leurs performances. En effet, un écart de plus d'une seconde et demie au tour est constaté entre les deux types de pneumatiques Pirelli. Kimi Räikkönen et son coéquipier Romain Grosjean, dont la monoplace est peu en verve sur le tracé singapourien avec les pneus durs, changent donc de pneus et Räikkönen boucle son meilleur tour en 1 min 48 s 169 quand Paul di Resta prend la tête du classement en 1 min 48 s 028 et que Grosjean se hisse encore plus haut sur la feuille des temps (1 min 47 s 688), ce qui contraint de nombreux pilotes à ressortir. Comme précédemment en essais libres, Bruno Senna touche le muret et endommage sa suspension arrière,,,.
Les sept pilotes éliminés sont Pedro de la Rosa et son équipier Narain Karthikeyan, Timo Glock et son équipier Charles Pic, Heikki Kovalainen et son équipier Vitaly Petrov, et Kamui Kobayashi,,,.

#### Session Q2

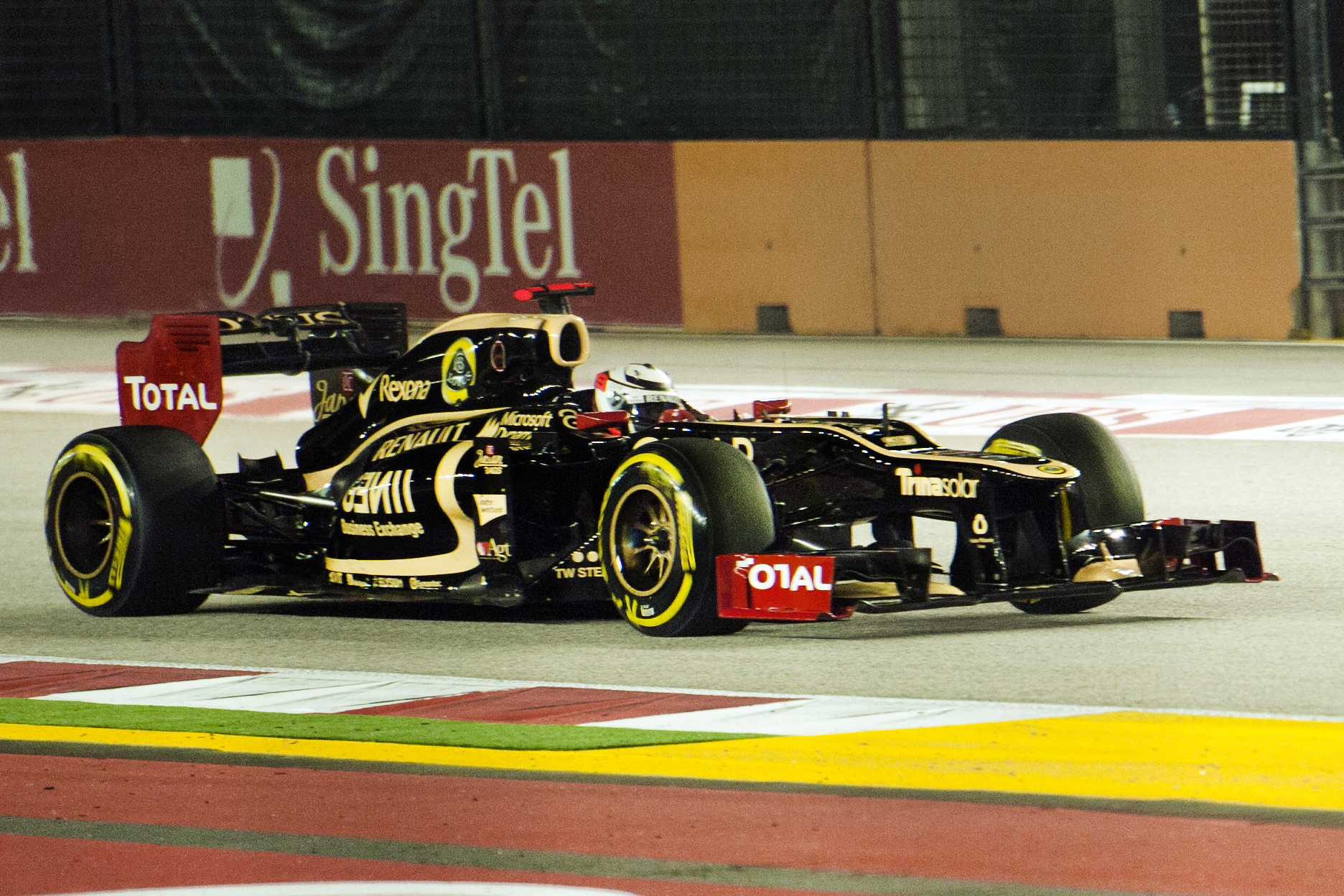
Kimi Räikkönen échoue à se qualifier pour la session Q3.

Les dix-sept pilotes en lice s'élancent immédiatement et Fernando Alonso établit le premier tour chronométré en 1 min 48 s 058 mais est aussitôt relayé en tête du classement par Sebastian Vettel (1 min 46 s 791) puis Lewis Hamilton (1 min 46 s 665). Les deux pilotes de l'écurie Lotus F1 Team, Romain Grosjean et Kimi Räikkönen, chaussent leurs pneus les plus tendres dès l'entame de la séance pour maximiser leurs chances de qualification. Romain Grosjean manque un freinage et finit sa route contre un muret avec un choc latéral ; il parvient néanmoins à regagner les stands mais recule en fond de classement et risque de ne pas pouvoir poursuivre en Q3,,,. 
Dans les derniers instants de la session, tous les pilotes se relancent pour tenter d'améliorer leur temps, sauf les trois premiers du classement que sont Hamilton, Vettel et Jenson Button. À trois minutes de la fin de séance, Romain Grosjean, qui n'est que seizième, peut enfin reprendre la piste et réussit à établir un temps lui permettant d'accéder à la Q3. Mark Webber, sous investigation des commissaires de course pour avoir gêné Timo Glock dans son tour lancé en Q1, échappe à une pénalité. Bruno Senna percute un muret et endommage sérieusement sa monoplace : c'est la troisième fois du week-end qu'il doit abandonner sa session à la suite d'un accident,,,. 
Personne ne parvient à battre le meilleur temps de Lewis Hamilton et les sept pilotes éliminés sont Bruno Senna, Jean-Éric Vergne, son coéquipier Daniel Ricciardo, Sergio Pérez, Felipe Massa, Kimi Räikkönen et Nico Hülkenberg,,,.

#### Session Q3

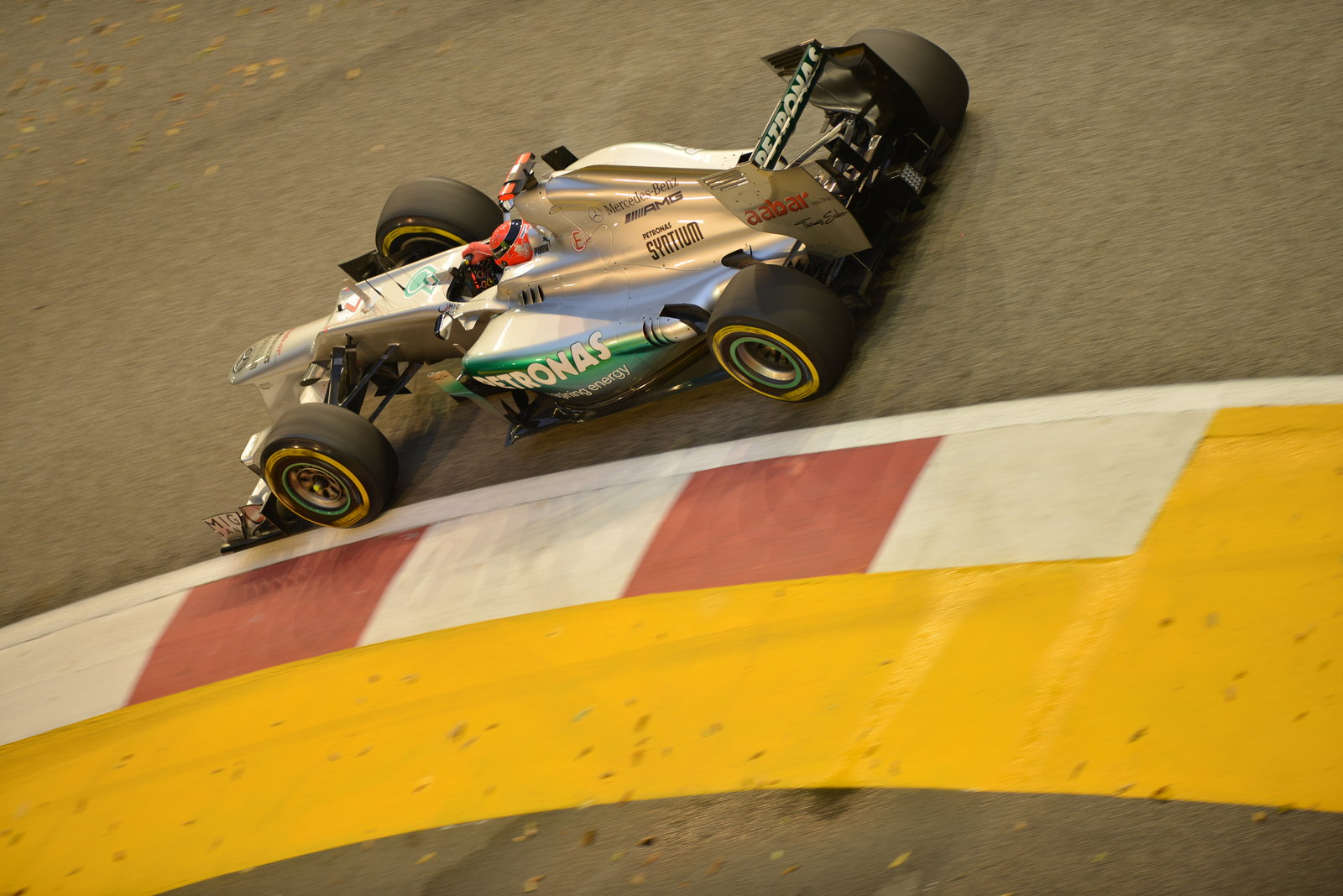
Michael Schumacher se qualifie à la neuvième place sur la grille de départ.

Lewis Hamilton, son coéquipier Jenson Button et Sebastian Vettel s'élancent dès l'ouverture de la piste et Hamilton prend la tête dès sa première tentative en bouclant un tour en 1 min 46 s 362, meilleur temps du week-end. Hamilton devance Button (1 min 47 s 238) et Vettel (1 min 47 s 694) alors que les autres pilotes n'ont toujours pas effectué de tour chronométré,,,.
À l'exception des deux pilotes Mercedes, Michael Schumacher et Nico Rosberg, qui choisissent de ne pas participer à cette session afin de garder un train de pneus neufs pour la course qui risque d'être marquée par une forte dégradation des gommes, tous les pilotes sont en piste en fin de séance, mais personne ne bat le temps d'Hamilton qui devance finalement Pastor Maldonado, Sebastian Vettel, Jenson Button, Fernando Alonso, Paul di Resta, Mark Webber, Romain Grosjean, Michael Schumacher et Nico Rosberg,,,.

### Grille de départ
| Pos.                                                                                      | Pilote                  | Écurie               | Qualifications 1 | Qualifications 2 | Qualifications 3 |
| ----------------------------------------------------------------------------------------- | ----------------------- | -------------------- | ---------------- | ---------------- | ---------------- |
| 1                                                                                         | Lewis Hamilton SREC     | McLaren-Mercedes     | 1 min 48 s 285   | 1 min 46 s 665   | 1 min 46 s 362   |
| 2                                                                                         | Pastor Maldonado SREC   | Williams-Renault     | 1 min 49 s 494   | 1 min 47 s 602   | 1 min 46 s 804   |
| 3                                                                                         | Sebastian Vettel SREC   | Red Bull-Renault     | 1 min 48 s 240   | 1 min 46 s 791   | 1 min 46 s 905   |
| 4                                                                                         | Jenson Button SREC      | McLaren-Mercedes     | 1 min 49 s 381   | 1 min 47 s 661   | 1 min 46 s 939   |
| 5                                                                                         | Fernando Alonso SREC    | Ferrari              | 1 min 49 s 391   | 1 min 47 s 567   | 1 min 47 s 216   |
| 6                                                                                         | Paul di Resta SREC      | Force India-Mercedes | 1 min 48 s 028   | 1 min 47 s 667   | 1 min 47 s 241   |
| 7                                                                                         | Mark Webber SREC        | Red Bull-Renault     | 1 min 48 s 717   | 1 min 47 s 513   | 1 min 47 s 475   |
| 8                                                                                         | Romain Grosjean SREC    | Lotus-Renault        | 1 min 47 s 668   | 1 min 47 s 529   | 1 min 47 s 788   |
| 9                                                                                         | Michael Schumacher SREC | Mercedes             | 1 min 49 s 546   | 1 min 47 s 823   | Pas de temps     |
| 10                                                                                        | Nico Rosberg SREC       | Mercedes             | 1 min 49 s 463   | 1 min 47 s 943   | Pas de temps     |
| 11                                                                                        | Nico Hülkenberg SREC    | Force India-Mercedes | 1 min 49 s 547   | 1 min 47 s 975   |                  |
| 12                                                                                        | Kimi Räikkönen SREC     | Lotus-Renault        | 1 min 48 s 169   | 1 min 48 s 261   |                  |
| 13                                                                                        | Felipe Massa SREC       | Ferrari              | 1 min 49 s 767   | 1 min 48 s 344   |                  |
| 14                                                                                        | Sergio Pérez SREC       | Sauber-Ferrari       | 1 min 49 s 055   | 1 min 48 s 505   |                  |
| 15                                                                                        | Daniel Ricciardo SREC   | Toro Rosso-Ferrari   | 1 min 49 s 023   | 1 min 48 s 774   |                  |
| 16                                                                                        | Jean-Éric Vergne SREC   | Toro Rosso-Ferrari   | 1 min 49 s 564   | 1 min 48 s 849   |                  |
| 17                                                                                        | Bruno Senna SREC        | Williams-Renault     | 1 min 49 s 809   | Pas de temps     |                  |
| 18                                                                                        | Kamui Kobayashi SREC    | Sauber-Ferrari       | 1 min 49 s 933   |                  |                  |
| 19                                                                                        | Vitaly Petrov SREC      | Caterham-Renault     | 1 min 50 s 846   |                  |                  |
| 20                                                                                        | Heikki Kovalainen SREC  | Caterham-Renault     | 1 min 51 s 137   |                  |                  |
| 21                                                                                        | Timo Glock              | Marussia-Cosworth    | 1 min 51 s 370   |                  |                  |
| 22                                                                                        | Charles Pic             | Marussia-Cosworth    | 1 min 51 s 762   |                  |                  |
| 23                                                                                        | Narain Karthikeyan      | HRT-Cosworth         | 1 min 52 s 372   |                  |                  |
| 24                                                                                        | Pedro de la Rosa        | HRT-Cosworth         | 1 min 53 s 355   |                  |                  |
| Temps minimal à réaliser pour la qualification : 1 min 55 s 226 (107 % de 1 min 47 s 668) |                         |                      |                  |                  |                  |

- Pedro de la Rosa, auteur du vingt-quatrième temps des qualifications, reçoit une pénalité de cinq places pour avoir changé de boîte de vitesses. Cette sanction ne change pas sa position sur la grille puisqu'il était dernier des pilotes en lice pour la qualification[29].
- Bruno Senna, auteur du dix-septième temps des qualifications, reçoit une pénalité de cinq places pour avoir changé de boîte de vitesses à l'issue de la séance de qualification. Il s'élance de la vingt-deuxième place sur la grille de départ[30].

## Course

### Déroulement de l'épreuve

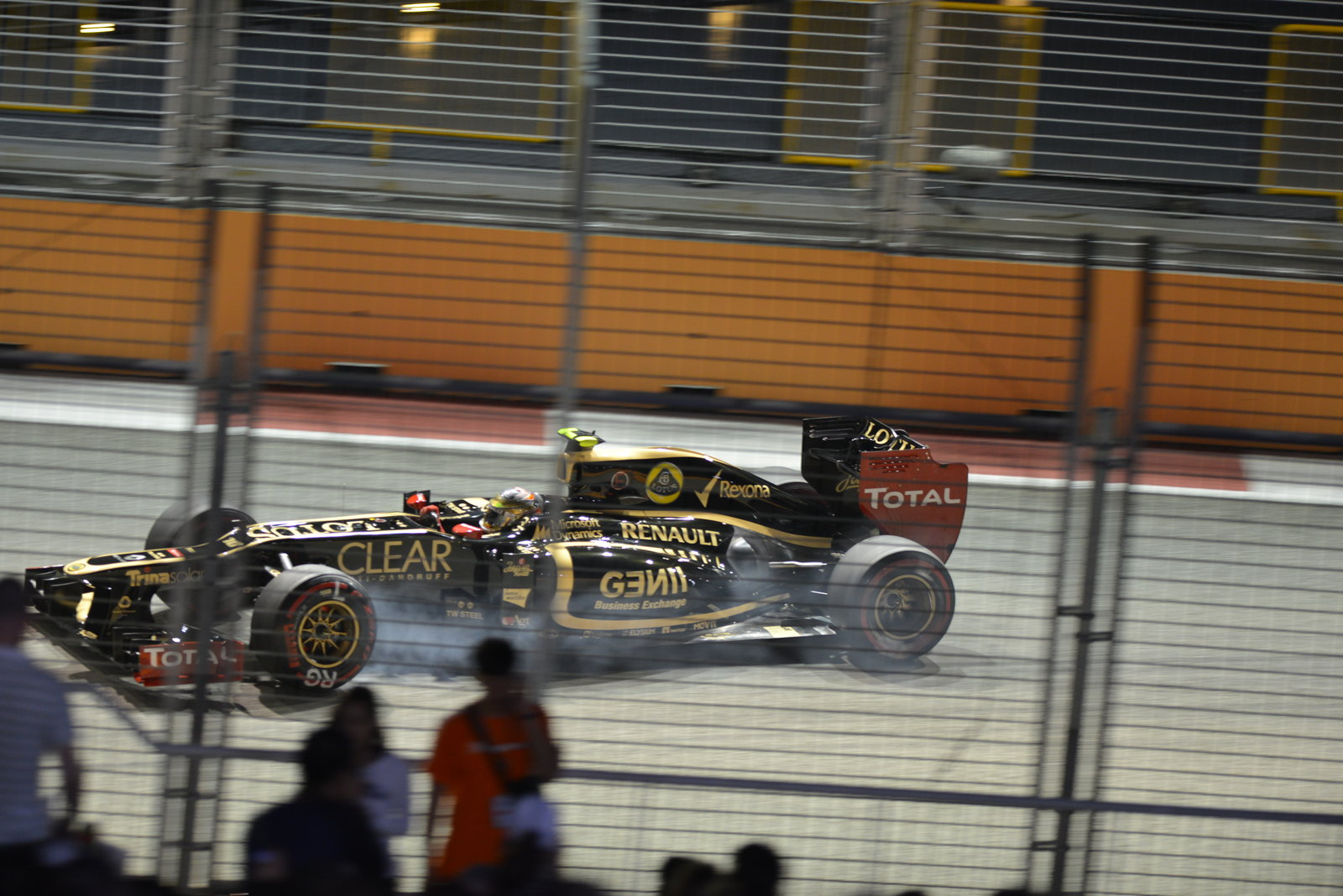
Blocage de roue au freinage pour Romain Grosjean.

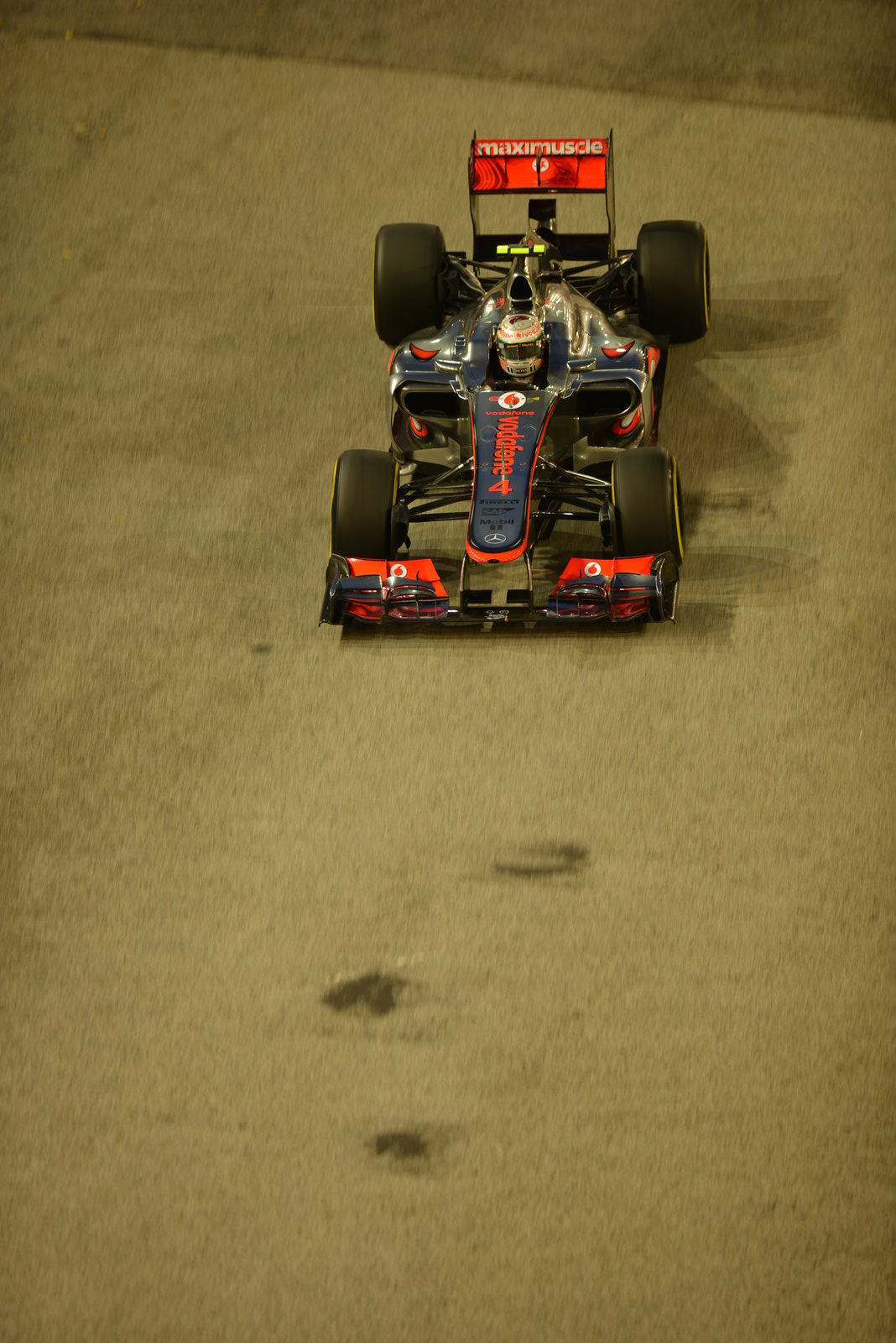
Lewis Hamilton abandonne alors qu'il mène le Grand Prix.

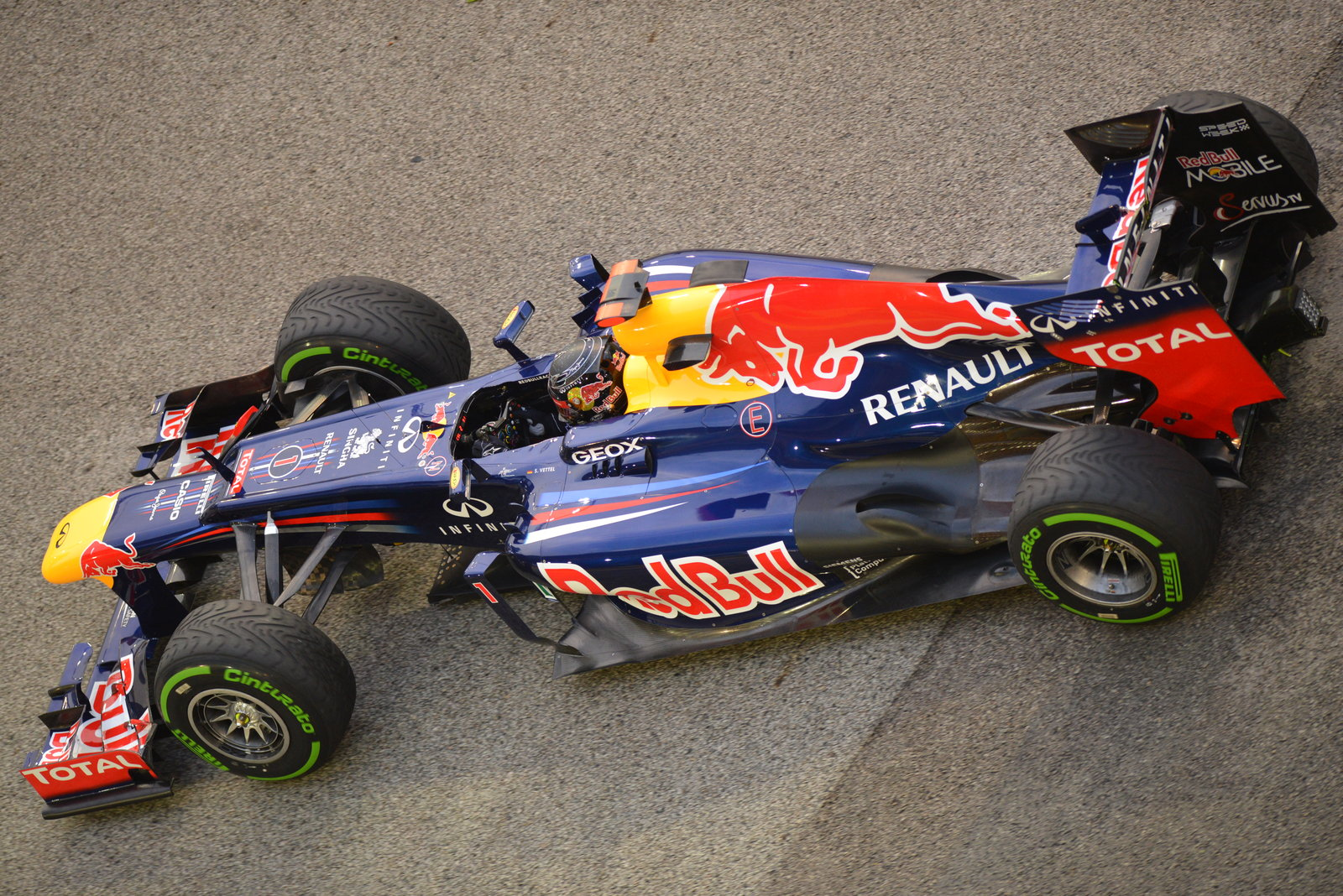
Sebastian Vettel remporte le GP de Singapour.

La nuit est déjà tombée au moment où les voitures s'alignent sur la grille de départ. À l'extinction des feux, Lewis Hamilton, en pole position, prend immédiatement la tête de la course quand Pastor Maldonado, deuxième sur la grille, perd quelques places au profit de Sebastian Vettel et Jenson Button. Plus loin dans le peloton, Vitaly Petrov est heurté par son coéquipier Heikki Kovalainen et doit faire changer son aileron avant tandis que Felipe Massa est victime d'une crevaison. Les deux hommes repassent par leur stand dès la fin du tour et chaussent des pneus durs,,,. 
Au premier passage sur la ligne, Hamilton devance Vettel, Button, Maldonado, Fernando Alonso, Paul di Resta, Mark Webber, Romain Grosjean, Nico Rosberg, Michael Schumacher, Kimi Räikkönen, Nico Hülkenberg et Sergio Pérez. Hamilton et Vettel s'échappent immédiatement, Button suit à plus de 5 secondes dès le troisième tour, Maldonado est à près de 7 secondes et Alonso à 9 secondes. À l'arrière, Felipe Massa, en pneus neufs, est le plus rapide en piste,,,. 
Au septième passage, Hamilton a 2 secondes sur Vettel, 6 s sur Button, 9 s sur Maldonado, 12 s sur Alonso, 15 s sur di Resta, 16 s sur Webber, 19 s sur Grosjean, 20 s sur Rosberg et 22 s sur Schumacher. Mark Webber s'arrête le premier changer ses pneus dès le huitième tour quant Button revient sur son coéquipier, lui aussi en difficulté avec ses pneus. Timo Glock tape légèrement le mur mais peut continuer. Vettel et Senna s'arrêtent au dixième tour, Alonso, Schumacher et Daniel Ricciardo au suivant, Hamilton, di Resta, Rosberg, Jean-Éric Vergne et Heikki Kovalainen au douzième, Maldonado, Räikkönen et Timo Glock au suivant, Button, Grosjean et Kamui Kobayashi au quatorzième, Charles Pic au seizième, Hülkenberg, Pérez, Pedro de la Rosa et Petrov au dix-huitième,,,. 
Au dix-neuvième passage, Hamilton a toujours 2 secondes d'avance sur Vettel ; suivent Button à 5 s, Maldonado à 9 s, Alonso à 14 s, di Resta à 21 s, Webber à 23 s, Rosberg et Grosjean à 28 s et Schumacher à 35 s. Dans le vingt-deuxième tour, Lewis Hamilton immobilise sa McLaren en piste : il ne peut plus passer ses vitesses et doit abandonner. Sebastian Vettel hérite de la première place devant Button, Maldonado et Alonso,,,. 
Vergne change ses pneus au vingt-quatrième tour, Bruno Senna au suivant, Webber au vingt-huitième, Maldonado et Alonso au suivant, Ricciardo au trente-et-unième et Räikkönen au trente-deuxième, juste avant que la voiture de sécurité n’entre en piste à la suite d'une sortie de piste de Narain Karthikeyan qui a percuté un mur de protection. Vettel, Button, di Resta, Rosberg, Grosjean, Maldonado, Schumacher, Senna et Massa profitent de la neutralisation de la course pour changer de pneus tandis qu'Alonso reste en piste. Au trente-quatrième passage, derrière la voiture de sécurité : Vettel précède Button, Alonso, di Resta, Hülkenberg, Webber, Pérez, Rosberg, Grosjean, Maldonado, Vergne, Schumacher, Räikkönen, Ricciardo, Senna, Kovalainen, Massa, Kobayashi, Glock, Pic, Petrov et de la Rosa. Alors que le peloton roule à vitesse réduite derrière la voiture de sécurité, Pastor Maldonado est contraint à l'abandon à cause d'un problème hydraulique. La course est relancée à l'entame du trente-huitième tour et quelques instants plus tard Schumacher rate un freinage et harponne Vergne alors en lutte contre Pérez : les deux pilotes abandonnent et la voiture de sécurité reprend aussitôt la piste : Webber, Hülkenberg, Pérez, Petrov et de la Rosa en profitent pour changer à leur tour de pneus,,,. 
La course est relancée à l'entame du quarante-deuxième tour. Vettel est en tête devant Button, Alonso, di Resta, Rosberg, Grosjean, Räikkönen, Ricciardo, Massa, Senna, Kobayashi, Kovalainen, Webber, Hülkenberg, Pérez, Glock, Pic, de la Rosa et Petrov. Romain Grosjean, qui précède son coéquipier, reçoit la consigne de s'effacer car le Finlandais est toujours en lice pour le titre mondial. Quelques instants plus tard, Pérez et Hülkenberg s'accrochent légèrement mais continuent tous les deux leur course. Peu après, Hülkenberg s'accroche à nouveau, légèrement, avec Kobayashi tandis que la bataille entre Senna et Massa est intense : Massa réussit in extremis à éviter un accrochage quand Senna se rabat sur lui, ne l'ayant pas vu, alors qu'il est en passe d'être doublé,,,. 
En tête, Vettel augmente son avance sur Button alors que la course est raccourcie de deux tours à cause du retard pris par les deux interventions de la voiture de sécurité. Vettel obtient sa deuxième victoire cette saison et reprend dix points à Fernando Alonso qui termine troisième derrière Jenson Button ; suivent pour les points Paul di Resta, Nico Rosberg, Kimi Räikkönen, Romain Grosjean, Felipe Massa, Daniel Ricciardo et Mark Webber,,,.
À l'issue de l'épreuve, Mark Webber, dixième sous le drapeau à damier écope d'une pénalité de 20 secondes sur tapis vert en raison d'un dépassement illicite sur Kamui Kobayashi au cinquantième tour. Il rétrograde ainsi en onzième position et perd le point de la dixième place que récupère Sergio Pérez.

### Classement de la course
| Pos. | no | Pilote                  | Écurie               | Tours | Temps/Abandon                            | Grille | Points |
| ---- | -- | ----------------------- | -------------------- | ----- | ---------------------------------------- | ------ | ------ |
| 1    | 1  | Sebastian Vettel SREC   | Red Bull-Renault     | 59    | 2 h 00 min 26 s 144 (149,044 km/h)       | 3      | 25     |
| 2    | 3  | Jenson Button SREC      | McLaren-Mercedes     | 59    | + 8 s 959                                | 4      | 18     |
| 3    | 5  | Fernando Alonso SREC    | Ferrari              | 59    | + 15 s 227                               | 5      | 15     |
| 4    | 11 | Paul di Resta SREC      | Force India-Mercedes | 59    | + 19 s 063                               | 6      | 12     |
| 5    | 8  | Nico Rosberg SREC       | Mercedes             | 59    | + 34 s 784                               | 10     | 10     |
| 6    | 9  | Kimi Räikkönen SREC     | Lotus-Renault        | 59    | + 35 s 759                               | 12     | 8      |
| 7    | 10 | Romain Grosjean SREC    | Lotus-Renault        | 59    | + 36 s 698                               | 8      | 6      |
| 8    | 6  | Felipe Massa SREC       | Ferrari              | 59    | + 42 s 829                               | 13     | 4      |
| 9    | 16 | Daniel Ricciardo SREC   | Toro Rosso-Ferrari   | 59    | + 45 s 820                               | 15     | 2      |
| 10   | 15 | Sergio Pérez SREC       | Sauber-Ferrari       | 59    | + 50 s 619                               | 14     | 1      |
| 11   | 2  | Mark Webber SREC        | Red Bull-Renault     | 59    | + 1 min 07 s 175 (dont 20 s de pénalité) | 7      |        |
| 12   | 24 | Timo Glock              | Marussia-Cosworth    | 59    | + 1 min 31 s 918                         | 20     |        |
| 13   | 14 | Kamui Kobayashi SREC    | Sauber-Ferrari       | 59    | + 1 min 37 s 141                         | 17     |        |
| 14   | 12 | Nico Hülkenberg SREC    | Force India-Mercedes | 59    | + 1 min 39 s 413                         | 11     |        |
| 15   | 20 | Heikki Kovalainen SREC  | Caterham-Renault     | 59    | + 1 min 47 s 467                         | 19     |        |
| 16   | 25 | Charles Pic             | Marussia-Cosworth    | 59    | + 2 min 12 s 925 (dont 20 s de pénalité) | 21     |        |
| 17   | 22 | Pedro de la Rosa        | HRT-Cosworth         | 58    | + 1 tour                                 | 24     |        |
| 18   | 19 | Bruno Senna SREC        | Williams-Renault     | 57    | Moteur                                   | 22     |        |
| 19   | 21 | Vitaly Petrov SREC      | Caterham-Renault     | 57    | + 2 tours                                | 19     |        |
| Abd. | 17 | Jean-Éric Vergne SREC   | Toro Rosso-Ferrari   | 39    | Collision avec Schumacher                | 16     |        |
| Abd. | 7  | Michael Schumacher SREC | Mercedes             | 39    | Collision avec Vergne                    | 9      |        |
| Abd. | 18 | Pastor Maldonado SREC   | Williams-Renault     | 36    | Hydraulique                              | 2      |        |
| Abd. | 23 | Narain Karthikeyan      | HRT-Cosworth         | 30    | Accident                                 | 23     |        |
| Abd. | 4  | Lewis Hamilton SREC     | McLaren-Mercedes     | 22    | Boîte de vitesses                        | 1      |        |

### Pole position et record du tour
Lewis Hamilton signe la vingt-quatrième pole position de sa carrière, sa deuxième à Singapour et sa cinquième de la saison. Nico Hülkenberg réalise son premier meilleur tour en course depuis ses débuts en Formule 1. Il s'agit du deuxième meilleur tour en course de l'histoire de son écurie Force India.
- Pole position :  Lewis Hamilton (McLaren-Mercedes) en 1 min 46 s 362 (171,704 km/h)[40].
- Meilleur tour en course :  Nico Hülkenberg (Force India-Mercedes) en 1 min 51 s 033 (164,481 km/h) au cinquante-deuxième tour[41].

### Tours en tête
Auteur de la pole position, Lewis Hamilton prend un bon envol et occupe la première place jusqu'à son arrêt au stand. Son coéquipier Jenson Button, qui a retardé son changement de pneumatiques, s'empare de la tête pour trois boucles avant de rentrer à son tour. Hamilton reprend sa position mais est victime d'un problème de boîte de vitesses au vingt-deuxième tour. Alors deuxième, Sebastian Vettel récupère le commandement et le tient jusqu'au drapeau à damier, malgré deux interventions de la voiture de sécurité.
- Lewis Hamilton : 19 tours (1-11 / 15-22)
- Jenson Button : 3 tours (11-14).
- Sebastian Vettel : 37 tours (23-59).

## Classements généraux à l'issue de la course
| Pos. | Pilote             | Écurie               | Points |
| ---- | ------------------ | -------------------- | ------ |
| 1    | Fernando Alonso    | Ferrari              | 194    |
| 2    | Sebastian Vettel   | Red Bull-Renault     | 165    |
| 3    | Kimi Räikkönen     | Lotus-Renault        | 149    |
| 4    | Lewis Hamilton     | McLaren-Mercedes     | 142    |
| 5    | Mark Webber        | Red Bull-Renault     | 132    |
| 6    | Jenson Button      | McLaren-Mercedes     | 119    |
| 7    | Nico Rosberg       | Mercedes             | 93     |
| 8    | Romain Grosjean    | Lotus-Renault        | 82     |
| 9    | Sergio Pérez       | Sauber-Ferrari       | 66     |
| 10   | Felipe Massa       | Ferrari              | 51     |
| 11   | Paul di Resta      | Force India-Mercedes | 44     |
| 12   | Michael Schumacher | Mercedes             | 43     |
| 13   | Kamui Kobayashi    | Sauber-Ferrari       | 35     |
| 14   | Nico Hülkenberg    | Force India-Mercedes | 31     |
| 15   | Pastor Maldonado   | Williams-Renault     | 29     |
| 16   | Bruno Senna        | Williams-Renault     | 25     |
| 17   | Jean-Éric Vergne   | Toro Rosso-Ferrari   | 8      |
| 18   | Daniel Ricciardo   | Toro Rosso-Ferrari   | 6      |

| Pos. | Écurie               | Points |
| ---- | -------------------- | ------ |
| 1    | Red Bull-Renault     | 297    |
| 2    | McLaren-Mercedes     | 261    |
| 3    | Ferrari              | 245    |
| 4    | Lotus-Renault        | 231    |
| 5    | Mercedes             | 136    |
| 6    | Sauber-Ferrari       | 101    |
| 7    | Force India-Mercedes | 75     |
| 8    | Williams-Renault     | 54     |
| 9    | Toro Rosso-Ferrari   | 14     |

## Statistiques

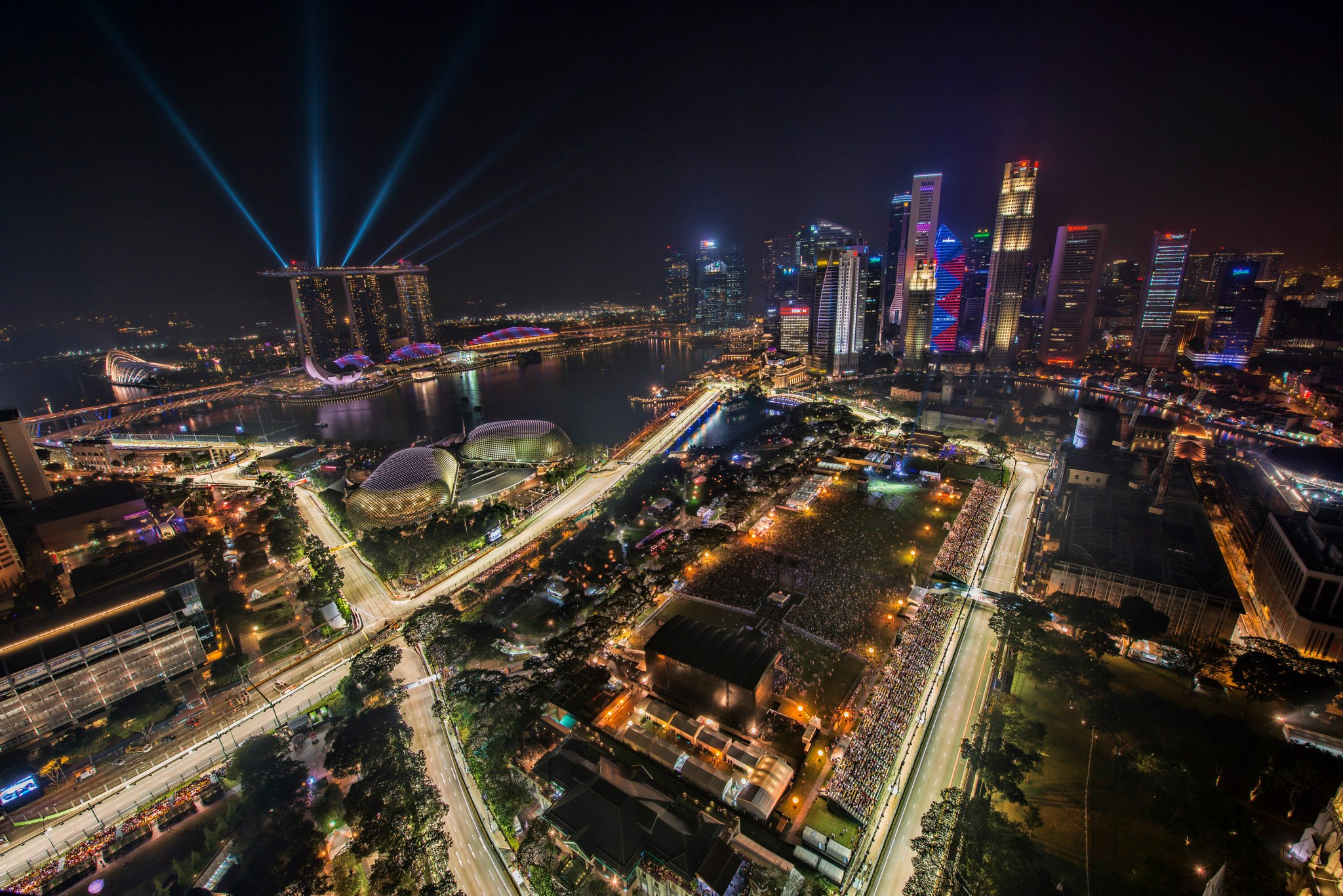
Le circuit de Singapour, la nuit.

Le Grand Prix de Singapour 2012 représente :
- la 24e pole position de sa carrière pour Lewis Hamilton[37] ;
- la 23e victoire de sa carrière pour Sebastian Vettel[45] ;
- la 31e victoire pour Red Bull Racing en tant que constructeur[46] ;
- la 147e victoire pour Renault en tant que motoriste[47] ;
- le 1er meilleur tour en course de sa carrière pour Nico Hülkenberg[38].

Au cours de ce Grand Prix :
- Allan McNish (16 Grands Prix en 2002, vainqueur des 24 Heures du Mans 1998 et des 24 Heures du Mans 2008) est nommé assistant des commissaires de course.
- Cyril Abiteboul est annoncé comme directeur général de Caterham F1 Team en 2013[48].